# Anicla altes
Anicla altes là một loài bướm đêm trong họ Noctuidae.